# Allan Kardec
Allan Kardec (Lió, 3 d'octubre de 1804 - París, 31 de març de 1869), pseudònim d'Hippolyte Léon Denizard Rivail, va ser un intel·lectual i pedagog francès, conegut per ser un dels principals introductors de l'espiritisme a França.

## Biografia
Va fer els seus primers estudis a Lió i els va completar a Yverdum (Suïssa), a l'Institut del cèlebre professor Pestalozzi, conegut per ser un dels més respectats centres d'ensenyament de tot Europa, i per on van passar famosos intel·lectuals d'aquella època.
Es va lliurar a fons a la lingüística i parlava correctament l'alemany, l'anglès, l'espanyol i el neerlandès. De retorn a París va fundar allà un Institut d'Ensenyament semblant al d'Yverdon.
Publica nombrosos llibres: Curs Pràctic i Teòric d'Aritmètica, segons el Mètode de Pestalozzi, amb modificacions, publicat el 1824. Pla proposat per al millorament de la instrucció pública, publicat el 1828; Gramàtica francesa clàssica, publicat el 1831; Manual dels exàmens per als diplomes de capacitat, el 1846; Catecisme gramatical de la llengua francesa, el 1848, entre d'altres.
El 1854, amb 50 anys, sent parlar per primera vegada del fenomen de les taules giratòries, i el 18 d'abril de 1857 publica un llibre que marcarà l'inici de l'estudi sistemàtic de l'espiritisme a França: El llibre dels esperits.
Les seves investigacions en el terreny de l'espiritisme el van portar a canviar-se el nom de Hippolyte Leon al d'Allan Kardec després de, segons va afirmar ell mateix, recordar una vida anterior en la qual duia aquest nom.
També publica El llibre dels mèdiums (1861), L'Evangeli Segons l'Espiritisme (1864), El Cel i l'Infern o la Justícia Divina segons l'Espiritisme (1865) i Gènesi, els Miracles i les Profecies segons l'Espiritisme (1868). El 1858 va fundar la Revista Espírita, de la qual fou director fins a 1869 (any de la seva mort).